# جمعية بوتسوانا الوطنية
جمعية بوتسوانا الوطنية (بالإنجليزية: National Assembly)‏ هي الهيئة التشريعية في بوتسوانا، وتتكون من 63 مقعداً.